# Valdemar Vangsted
Valdemar Vangsted (22. april 1889 i Rakkeby ved Hjørring – 19. november 1944 i Frederikshavn) var en dansk frihedskæmper.

## Virke som murermester
Valdemar Vangsted blev født i Rakkeby, hvor hans forældre, Jens Peter Vangsted og hustru Maren født Hansen, var gårdejere. Til sit attende år arbejdede han ved landbruget, hvorefter han kom i lære som murer og blev udlært murersvend 1910. I 1914 nedsatte han sig som murermester; først i Skibby ved Hjørring og i 1918 i Hjørring. Vangsted fik i årenes løb en række tillidshverv i sin egen organisation og i Hjørrings kommunale institutioner, og han udførte ligeledes en række offentlige byggerier for stat og kommune. Han var et fremtrædende medlem af Odd Fellow Ordenen.
Han blev gift 25. april 1916 med Johanne Marie Knudsen (9. november 1889 - 13. december 1984).

## Modstandsaktiviteter
Han kom ind i modstandsbevægelsens efterretningstjeneste, og fra 1943 blev Niels Jydes Breve og Studenternes Efterretningstjeneste duplikeret i Vangsteds hjem. Da våbennedkastningerne begyndte, blev hjemmet også et vigtigt kontaktsted. Gennem sine forbindelser blandt håndværkerne kunne Vangsted nøje følge tyskernes foretagender, og han lod sin viden gå videre til modstandsbevægelsen. Hans to sønner var begge aktive i frihedskampen, og det samme var hans nevø. I efteråret 1944 husede Vangsted en hemmelig radiosender på Skipper Clementsvej 7 i Hjørring, betjent af Thomas Stotz. Den 16. november 1944 blev Stotz og Vangsted arresteret af tyskerne og ført til arresten i Frederikshavn. Derefter er Vangsteds skæbne ukendt.
Den 18. november bad tyskerne fru Vangsted samt en hustru til en anden arrestant om at komme til Frederikshavn med tøj og fødevarer. Ved deres ankomst blev de to kvinder arresteret og ført til arresten i Aarhus, hvorfra de blev løsladt tre uger senere. I mellemtiden, den 20. november, havde tyskerne meddelt fru Vangsted, at hendes mand havde begået selvmord i sin celle. Men liget blev ikke udleveret til familien og er aldrig blevet lokaliseret.
Efter den tyske kapitulation blev der igangsat en undersøgelse, som sandsynliggør, at Vangsted formentlig er begravet i Bangsbo Skov. Tyskerne har sikkert anvendt tortur mod Vangsted, der var en standhaftig mand, og for at fjerne beviserne for deres mishandling har de begravet ham på et ukendt sted.
Valdemar Vangsteds minde er hædret i Mindelunden i Ryvangen, i Bangsbo Skov, i Odd Fellow Palæet i København og på 4. Maj Kollegiet i Aalborg og 4. Maj Kollegiet på Frederiksberg.

## Links
- Tegneserie om "Hr. Vangsted Arkiveret 14. juli 2014 hos  Wayback Machine" af Kim Lyng Larsen, som boede i Vangsteds hus som barn.